# Élections américaines de la Chambre des représentants de 1932
Les élections de la Chambre des représentants des États-Unis de 1932 (United States House of Representatives elections, 8. novembre 1932) ont coïncidé avec le raz-de-marée électoral de Franklin D. Roosevelt lors de l'élection présidentielle de la même année.
L'impopularité générale du président Herbert Hoover (élu en novembre 1928) provoqua une perte de 100 sièges pour le parti républicain au profit du parti démocrate de Roosevelt, et du Minnesota Farmer-Labor Party. Les Démocrates conservèrent ainsi la majorité qu'ils avaient acquise lors des élections spéciales qui avaient formé le Congrès précédent, et l'augmentèrent même, pour obtenir une majorité absolue. Ces élections furent considérées comme un référendum sur les anciennes pratiques de gestion républicaines, qui cédèrent leur place aux idées Démocrates, plus libérales. L'incapacité de l'administration Hoover à faire face à la Grande Dépression constitua un enjeu clé de cette élection.
C'est Henry Rainey qui devint Speaker de la Chambre des représentants des États-Unis, succédant à John Nance Garner.

## Résultats finaux

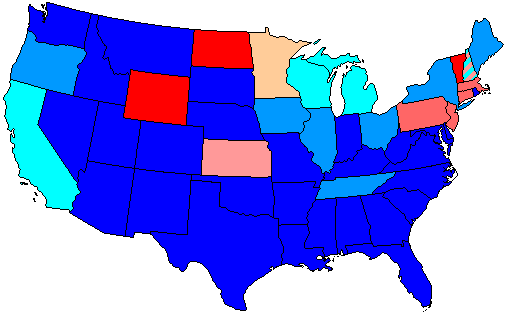
80.1-100% Républicains
80.1-100% Démocrates
60.1-80% Républicains
60.1-80% Démocrates
60% ou - Républicains
60% ou - Démocrates
60% ou - Farmer-Labor
60.1-80% Progressistes
Synthèse du contrôle des sièges de la Chambre par parti dominant dans chaque État.

| Party              | Total de Sièges (évolution) | Total de Sièges (évolution) | Pourcentage de Sièges |
| ------------------ | --------------------------- | --------------------------- | --------------------- |
| Parti Démocrate    | 313                         | +97                         | 71.9%                 |
| Parti Républicain  | 117                         | -101                        | 26.8%                 |
| Farmer-Labor Party | 5                           | +4                          | 1.1%                  |
| Totals             | 435                         | +0                          | 100.0%                |

- 80.1-100% Républicains
- 80.1-100% Démocrates
- 60.1-80% Républicains
- 60.1-80% Démocrates
- 60% ou - Républicains
- 60% ou - Démocrates
- 60% ou - Farmer-Labor
- 60.1-80% Progressistes